# Carlos Alberto Floria
Carlos Alberto Floria (Buenos Aires, 3 de agosto de 1929-ibídem, 20 de noviembre de 2012) fue un politólogo argentino. De extensa trayectoria académica, también ocupó distintos cargos políticos, como Ministro de Educación de la provincia de Buenos Aires en la década de los 60, como también el de representante argentino ante la UNESCO entre 1996 y 1999.

## Trayectoria
Egresó como Abogado de la Universidad de Buenos Aires en 1954, misma institución de la que obtuvo un doctorado en 1957. En aquella institución, como también en la Universidad de San Andrés, se desempeñó como docente de Derecho Político. Por otra parte, también fue docente de los futuros diplomáticos del Instituto del Servicio Exterior de la Nación. Fue decano de la Facultad de Ciencias Sociales de la Universidad del Salvador.
Autor de diversos ensayos y artículos académicos, se destaca Historia de los Argentinos, de la Editorial Larousse, entre otros. Se desempeñó como Ministro de Educación de la Provincia de Buenos Aires entre 1962 y 1963. Por otro lado, fue jefe del departamento jurídico del Banco de la Provincia de Buenos Aires. En 1996, el presidente Carlos Menem lo nombró como representante argentino ante la UNESCO en París.
Fue columnista en diversos periódicos argentinos, como La Nación y El Cronista Comercial. Ganó el Premio Konex en dos ocasiones, en 1994 y 1986, siempre en el ámbito de las Ciencias Políticas. De aquel mismo premio también fue jurado. Por otra parte, recibió la Legión de Honor del gobierno francés. Fue miembro de la Academia Nacional de Ciencias Morales y Políticas.